# Marcenod
Marcenod este o comună în departamentul Loire din sud-estul Franței. În 2009 avea o populație de 638 de locuitori.

## Evoluția populației
| An        | 1975 | 1982 | 1990 | 1999 | 2006 | 2009 |
| --------- | ---- | ---- | ---- | ---- | ---- | ---- |
| Populație | 440  | 422  | 410  | 515  | 600  | 638  |